# Automatizace podnikových procesů
Automatizace podnikových procesů (dále BPA, zkratka pochází z anglického názvu Business process automation), také známá jako procesní automatizace, automatizace obchodních procesů nebo digitální transformace, je technologická automatizace složitých podnikových procesů. Může zjednodušit podnikání, podpořit digitální transformaci, zvýšit kvalitu služeb, zlepšit jejich poskytování nebo omezit náklady. Spočívá v integraci aplikací, restrukturalizaci pracovních sil a používání stejných softwarových aplikací v celé organizaci. Robotická automatizace procesů je rozvíjející se obor v rámci BPA.

## Nasazení BPA
BPA lze implementovat v řadě obchodních oblastí, včetně marketingu, prodeje a pracovních toků. Sady nástrojů se liší v sofistikovanosti, ale existuje rostoucí trend směrem k používání technologií umělé inteligence, které dokážou porozumět přirozenému jazyku a nestrukturovaným souborům dat, komunikovat s lidmi a přizpůsobit se novým typům problémů bez školení vedeného člověkem. Poskytovatelé BPA mají tendenci se zaměřovat na různá průmyslová odvětví, ale jejich základní přístup je podobný v tom, že se snaží nabídnout nejkratší cestu k automatizaci tím, že využijí vrstvu uživatelského rozhraní, místo aby zasahovali hluboko do aplikačního kódu nebo databází, které jsou za nimi. Rovněž zjednodušili své vlastní rozhraní do té míry, že tyto nástroje mohou používat přímo netechnicky kvalifikovaní pracovníci. Hlavní výhodou této sady nástrojů je proto rychlost nasazení. Nevýhodou je, že BPA do organizace přináší ještě dalšího dodavatele informačních technologií (IT).